# Чубъю
Чубъю (устар. Куб-Ю) — река в России, течет по территории Корткеросского района Республики Коми. Чубъю образуется слиянием рек Войвож и Лунвож на высоте 112 м над уровнем моря. Устье реки находится в 38 км от устья Вишеры по левому берегу на высоте 92 м над уровнем моря. Длина реки составляет 60 км.

## Данные водного реестра
По данным государственного водного реестра России относится к Двинско-Печорскому бассейновому округу, водохозяйственный участок реки — Вычегда от истока до города Сыктывкар, речной подбассейн реки — Вычегда. Речной бассейн реки — Северная Двина.
Код объекта в государственном водном реестре — 03020200112103000017245.